# McLaren MP4-25
De McLaren MP4-25 is een Formule 1-auto, die in 2010 werd gebruikt door het Formule 1-team van McLaren. De coureurs zijn wereldkampioen van 2008, Lewis Hamilton en wereldkampioen van 2009, Jenson Button die overkwam van Brawn om Heikki Kovalainen te vervangen. Dit was de eerste keer dat er twee Britten een heel seizoen reden voor de Britse renstal.

## Onthulling
De MP4-25 werd op 29 januari 2010 onthuld op het hoofdkantoor van hoofdsponsor Vodafone in Newbury, Engeland. Opvallend aan de auto is de achtervleugel, die rechtstreeks is verbonden met de engine-cover. Er waren twijfels of deze achtervleugel wel legaal zou zijn in verband met de toepassing van de F-duct, maar de FIA heeft hem goedgekeurd.

## Resultaten
| Resultaat                     |
| ----------------------------- |
| Winnaar                       |
| Tweede plaats                 |
| Derde plaats                  |
| Gefinisht (punten)            |
| Gefinisht (geen punten)       |
| Niet geklasseerd (NC)         |
| Uitgevallen (DNF)             |
| Niet gekwalificeerd (DNQ)     |
| Gediskwalificeerd (DSQ)       |
| Niet gestart (DNS)            |
| Gewond (INJ)                  |
| Uitgesloten (EX)              |
| Teruggetrokken (WD)           |
| Niet deelgenomen (blanco cel) |
| vetgedrukt (pole position)    |
| cursief (snelste ronde)       |

| Jaar | Chassis | Motor       | Banden | Coureurs       | 1   | 2   | 3   | 4   | 5   | 6   | 7   | 8   | 9   | 10  | 11  | 12  | 13  | 14  | 15  | 16  | 17  | 18  | 19  | Punten | WK-plaats |
| ---- | ------- | ----------- | ------ | -------------- | --- | --- | --- | --- | --- | --- | --- | --- | --- | --- | --- | --- | --- | --- | --- | --- | --- | --- | --- | ------ | --------- |
| 2010 | MP4-25  | Mercedes V8 | B      |                | BHR | AUS | MAL | CHN | SPA | MON | TUR | CAN | EUR | GBR | DUI | HON | BEL | ITA | SIN | JPN | KOR | BRA | ABU | 454    | Zilver    |
| 2010 | MP4-25  | Mercedes V8 | B      | Jenson Button  | 7   | 1   | 8   | 1   | 5   | DNF | 2   | 2   | 3   | 4   | 5   | 8   | DNF | 2   | 4   | 4   | 12  | 5   | 3   | 454    | Zilver    |
| 2010 | MP4-25  | Mercedes V8 | B      | Lewis Hamilton | 3   | 6   | 6   | 2   | 14† | 5   | 1   | 1   | 2   | 2   | 4   | DNF | 1   | DNF | DNF | 5   | 2   | 4   | 2   | 454    | Zilver    |
| Jaar | Chassis | Motor       | Banden | Coureurs       | 1   | 2   | 3   | 4   | 5   | 6   | 7   | 8   | 9   | 10  | 11  | 12  | 13  | 14  | 15  | 16  | 17  | 18  | 19  | Punten | WK-plaats |

† Coureur is niet gefinisht in de GP, maar heeft wel 90% van de race-afstand afgelegd, waardoor hij als geclassificeerd genoteerd staat.
McLaren MP4-25 ·
Mercedes MGP W01 ·
Red Bull RB6 ·
Ferrari F10 ·
Williams FW32 ·
Renault R30 ·
Force India VJM03 ·
Toro Rosso STR5 ·
Lotus T127 ·
HRT F110 ·
BMW Sauber C29 ·
Virgin VR-01